# Пространство Шварца
Пространство Шварца — пространство быстро убывающих функций. Формально говоря, состоит из таких бесконечно дифференцируемых вещественных функций {\displaystyle f(x)}, что {\displaystyle x^{n}\partial ^{k}(f(x))\rightarrow 0} при {\displaystyle |x|\rightarrow \infty }. Это значит, что сама функция и все её производные на бесконечности стремятся к нулю быстрее любой степенной функции {\displaystyle x^{\alpha }}.
Простейшим примером функции из этого пространства будет бесконечно дифференцируемая функция с компактным носителем.
Название дано в честь французского математика Лорана Шварца.
Данное пространство используется, например, при построении пространства основных функций и играет достаточно важную роль в функциональном анализе и уравнениях в частных производных.
Преобразование Фурье можно рассматривать как взаимно однозначное отображение пространства Шварца на себя. Иными словами, на пространстве Шварца прямое и обратное преобразования Фурье можно изучать единообразно.